# Fafni

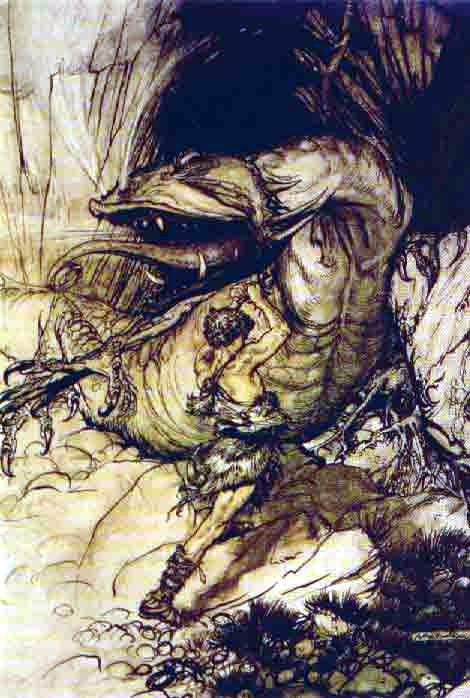
Sigurd matant Fafni.

Fafni o Fàfnir (en norrè Fáfnir, 'l'estrenyidor'),
és un dels personatges de la mitologia nòrdica que apareix a les Eddes, una narració en nòrdic antic de les gestes de déus i herois.
Fafni és el fill del gegant Hreidmar. Els seus germans es deien Otr (sovint també escrit com a Otur) i Regin.
A les Eddes se'ns explica que els tres déus Odin, Loki i Heni van matar per error Otur, el qual es trobava en forma de llúdriga. Van pagar la compensació convenient amb la pila d'or rebutjada pel nan Andvari, pila que duia la mala sort i la discòrdia a un possible propietari il·legítim (la peça més coneguda d'aquest tresor és l'anell Andvarinaut).
Hreidmar, ple de cobdícia, negà els seus fills Fafni i Regin per tal de no haver-los de donar la seva part corresponent de la compensació. Arran d'això, fou apunyalat per Fafni; i Fafni amenaçà també Reguin de matar-lo si exigia la seva part.
Reguin fugí i esdevingué el pare adoptiu de Sigurd.
Fafni es retirà aleshores a una caverna, on romania estirat sobre l'or per tal de vigilar-lo. Gradualment, prengué la forma d'un drac i, per l'efecte de l'Oegishjalmr, un casc que canviava l'aspecte del seu portador fent-lo espantós, el seu aspecte es feu encara més terrible.
Sigurd matà a Fafni amb l'espasa Gram i després matà a Reguin (que tot i ser un gegant, tenia en aquell moment la forma d'un nan), que volia tot el tresor dels nibelungs per ell però només en posseïa el casc, l'anell i un petita part.

## En la poesia posterior
Al poema alemany medieval La cançó dels nibelungs i a l'adaptació de Wagner de les estrofes per a l'òpera L'anell dels Nibelungs la història és gairebé igual, tot i que està lleugerament modificada.
Hreidmar escapa, Fafni passa a dir-se Fafner i el seu germà Fasolt. El tresor és la paga a un gegant per la construcció del Valhalla i la resta es connecta amb la història de l'òpera Das Rheingold. L'anell maleït Andvarinaut evoluciona com en moltes versions de les Eddes i de La cançó dels nibelungs i també en les òperes de Wagner cap a l'objecte central de la narració. A més a més, en les últimes dues versions Sigurd passa a dir-se Sigfrid i l'Oegishjalmr ja no és cap casc aterridor, sinó una capa que fa invisible al seu portador.